# Elvis Claros
Elvis Dodany Claros López (ur. 31 sierpnia 2000 w Morazán) – salwadorski piłkarz występujący na pozycji prawego obrońcy, reprezentant Salwadoru, od 2020 roku zawodnik Jocoro.